# Central Scotland
| Central Scotland                                                                                               |
| --- |
| Lage von Central Scotland                                                                                      |
| Gebildet |
| 1999 |
| Regionen |
| Falkirk North Lanarkshire East Ayrshire (Teile bis 2011) East Dunbartonshire (Teile) South Lanarkshire (Teile) |
| Sitze |
| SNP: 9 Labour: 3 Conservative: 3 Green: 1                                                                      |

Central Scotland ist eine der acht schottischen Wahlregionen zur Wahl des Schottischen Parlaments. Sie wurde auf Grundlage des Scotland Act von 1998 geschaffen. Die Region umfasst die Städte Airdrie, Bellshill, Coatbridge, East Kilbride, Falkirk, Hamilton, Larkhall, Motherwell und Wishaw. Die ersten Wahlen fanden im Rahmen der Parlamentswahl vom 6. Mai 1999 statt.
An die Region Central Scotland grenzen im Uhrzeigersinn und im Norden beginnend die Regionen: Mid Scotland and Fife, Lothian, South Scotland, West Scotland und Glasgow.

## Geographische Aufteilung

### 1999–2011
Von 1999 bis zur Revision der Wahlkreise im Jahre 2011 waren in der Region Central Scotland zehn Wahlkreise zusammengefasst. Sie entsprachen bezüglich Benennung und Zuschnitt den Wahlkreisen zum Britischen Parlament. Jeder Wahlkreise stellte einen nach dem Mehrheitswahlrecht bestimmten Repräsentanten. Außerdem wurden sieben Additional Members gewählt.
Geographisch umfasste die Wahlregion Central Scotland die Regionen Falkirk und North Lanarkshire sowie Teile von South Lanarkshire (übrige Teile zur Wahlregion Glasgow), East Ayrshire (übrige Teile zu South of Scotland) und East Dunbartonshire (übrige Teile zu West of Scotland).
| Wahlkreis | Karte               | Region                     |
| --- | ------------------- | -------------------------- |
| 1. Airdrie and Shotts 2. Coatbridge and Chryston 3. Cumbernauld and Kilsyth 4. East Kilbride 5. Falkirk East 6. Falkirk West 7. Hamilton North and Bellshill 8. Hamilton South 9. Kilmarnock and Loudoun 10. Motherwell and Wishaw | Lage der Wahlkreise | Lage innerhalb Schottlands |

### 2011–
Im Zuge der Revision vor den Parlamentswahlen 2011 fand eine Neustrukturierung der Wahlkreise und Wahlregionen statt. Hierbei wurden Teile im Südwesten der Region Central Scotland der Region South of Scotland zugeschlagen und mehrere Wahlkreise neu zugeschnitten und umbenannt. Vormals zu Central Scotland gehörige Teile der Council Area East Ayrshire wurden anderen Wahlregionen zugeschlagen. Nach der neuen Einteilung umfasst die Region nur noch neun Wahlkreise.
| Wahlkreis | Karte               | Region                     |
| --- | ------------------- | -------------------------- |
| 1. Airdrie and Shotts 2. Coatbridge and Chryston 3. Cumbernauld and Kilsyth 4. Hamilton, Larkhall and Stonehouse 5. Falkirk East 6. Falkirk West 7. East Kilbride 8. Motherwell and Wishaw 9. Uddingston and Bellshill | Lage der Wahlkreise | Lage innerhalb Schottlands |

## Wahlergebnisse

### Parlamentswahl 1999
Die Wahlbeteiligung lag bei 59,40 %.
| Ergebnisse der Parlamentswahl 1999     | Ergebnisse der Parlamentswahl 1999 | Ergebnisse der Parlamentswahl 1999 | Ergebnisse der Parlamentswahl 1999 | Ergebnisse der Parlamentswahl 1999 |
| Partei                                 | Stimmen                            | %                                  | Sitze                              | Add. Member                        |
| -------------------------------------- | ---------------------------------- | ---------------------------------- | ---------------------------------- | ---------------------------------- |
| Labour Party                           | 129.288                            | 39,28                              | 9                                  | 0                                  |
| Scottish National Party                | 91.802                             | 27,78                              | 0                                  | 5                                  |
| Conservative Party                     | 30.243                             | 9,15                               | 0                                  | 1                                  |
| Parteilos                              | 27.700                             | 8,38                               | 1                                  | 0                                  |
| Liberal Democrats                      | 20.505                             | 6,20                               | 0                                  | 1                                  |
| Socialist Labour Party                 | 10.956                             | 3,32                               | 0                                  | 0                                  |
| Scottish Green Party                   | 5926                               | 1,79                               | 0                                  | 0                                  |
| Scottish Socialist Party               | 5739                               | 1,74                               | 0                                  | 0                                  |
| Scottish Unionist Party                | 2886                               | 0,87                               | 0                                  | 0                                  |
| ProLife Alliance                       | 2567                               | 0,78                               | 0                                  | 0                                  |
| Scottish Families and Pensioners Party | 1373                               | 0,42                               | 0                                  | 0                                  |
| Natural Law Party                      | 719                                | 0,22                               | 0                                  | 0                                  |
| Independent Progressive                | 248                                | 0,08                               | 0                                  | 0                                  |

| Mandate                      | Mandate           | Mandate   |
| Wahlkreis                    | Gewählt           | Partei    |
| ---------------------------- | ----------------- | --------- |
| Airdrie and Shotts           | Karen Whitefield  | Labour    |
| Coatbridge and Chryston      | Elaine Smith      | Labour    |
| Cumbernauld and Kilsyth      | Cathie Craigie    | Labour    |
| East Kilbride                | Andy Kerr         | Labour    |
| Falkirk East                 | Cathy Peattie     | Labour    |
| Falkirk West                 | Dennis Canavan    | parteilos |
| Hamilton North and Bellshill | Michael McMahon   | Labour    |
| Hamilton South               | Tom McCabe        | Labour    |
| Kilmarnock and Loudoun       | Margaret Jamieson | Labour    |
| Motherwell and Wishaw        | Jack McConnell    | Labour    |

| Additional Members | Additional Members                                                  |
| Partei             | Name                                                                |
| ------------------ | ------------------------------------------------------------------- |
| SNP                | Alex Neil Andrew Wilson Michael Matheson Gil Paterson Linda Fabiani |
| Liberal Democrats  | Donald Gorrie                                                       |
| Conservative       | Lyndsay McIntosh                                                    |

### Parlamentswahl 2003
Die Wahlbeteiligung lag bei 48,53 %.
| Ergebnisse der Parlamentswahl 2003   | Ergebnisse der Parlamentswahl 2003 | Ergebnisse der Parlamentswahl 2003 | Ergebnisse der Parlamentswahl 2003 | Ergebnisse der Parlamentswahl 2003 | Ergebnisse der Parlamentswahl 2003 | Ergebnisse der Parlamentswahl 2003 | Ergebnisse der Parlamentswahl 2003 |
| Partei                               | Stimmen                            | %                                  | ±                                  | Sitze                              | ±                                  | Add. Member                        | ±                                  |
| ------------------------------------ | ---------------------------------- | ---------------------------------- | ---------------------------------- | ---------------------------------- | ---------------------------------- | ---------------------------------- | ---------------------------------- |
| Labour Party                         | 106.318                            | 40,41                              | +1,13                              | 9                                  | 0                                  | 0                                  | 0                                  |
| Scottish National Party              | 59.274                             | 22,53                              | −5,25                              | 0                                  | 0                                  | 3                                  | −2                                 |
| Conservative Party                   | 24.121                             | 9,17                               | +0,02                              | 0                                  | 0                                  | 1                                  | 0                                  |
| Scottish Socialist Party             | 19.016                             | 7,23                               | +5,49                              | 0                                  | 0                                  | 1                                  | +1                                 |
| Scottish Senior Citizens Unity Party | 17.146                             | 6,52                               | -                                  | 0                                  | -                                  | 1                                  | +1                                 |
| Liberal Democrats                    | 15.494                             | 5,89                               | −0,31                              | 0                                  | 0                                  | 1                                  | 0                                  |
| Scottish Green Party                 | 12.248                             | 4,66                               | +2,87                              | 0                                  | 0                                  | 0                                  | 0                                  |
| Socialist Labour Party               | 3855                               | 1,47                               | −1,85                              | 0                                  | 0                                  | 0                                  | 0                                  |
| Scottish Unionist Party              | 2147                               | 0,82                               | −0,05                              | 0                                  | 0                                  | 0                                  | 0                                  |
| Parteilos                            | 1265                               | 0,48                               | -                                  | 1                                  | 0                                  | 0                                  | 0                                  |
| Scottish People’s Alliance           | 1192                               | 0,45                               | -                                  | 0                                  | 0                                  | 0                                  | 0                                  |
| UKIP                                 | 1009                               | 0,38                               | -                                  | 0                                  | 0                                  | 0                                  | 0                                  |

| Mandate                      | Mandate           | Mandate   |
| Wahlkreis                    | Gewählt           | Partei    |
| ---------------------------- | ----------------- | --------- |
| Airdrie and Shotts           | Karen Whitefield  | Labour    |
| Coatbridge and Chryston      | Elaine Smith      | Labour    |
| Cumbernauld and Kilsyth      | Cathie Craigie    | Labour    |
| East Kilbride                | Andy Kerr         | Labour    |
| Falkirk East                 | Cathy Peattie     | Labour    |
| Falkirk West                 | Dennis Canavan    | parteilos |
| Hamilton North and Bellshill | Michael McMahon   | Labour    |
| Hamilton South               | Tom McCabe        | Labour    |
| Kilmarnock and Loudoun       | Margaret Jamieson | Labour    |
| Motherwell and Wishaw        | Jack McConnell    | Labour    |

| Additional Members | Additional Members                       |
| Partei             | Name                                     |
| ------------------ | ---------------------------------------- |
| SNP                | Alex Neil Michael Matheson Linda Fabiani |
| Liberal Democrats  | Donald Gorrie                            |
| Conservative       | Margaret Mitchell                        |
| Scottish Socialist | Carolyn Leckie                           |
| SSCUP              | John Swinburne                           |

### Parlamentswahl 2007
Die Wahlbeteiligung lag bei 50,49 %. Mit diesem Ergebnis wies die Region Central Scotland nach der Region Glasgow die zweitniedrigste Wahlbeteiligung auf.
| Ergebnisse der Parlamentswahl 2007   | Ergebnisse der Parlamentswahl 2007 | Ergebnisse der Parlamentswahl 2007 | Ergebnisse der Parlamentswahl 2007 | Ergebnisse der Parlamentswahl 2007 | Ergebnisse der Parlamentswahl 2007 | Ergebnisse der Parlamentswahl 2007 | Ergebnisse der Parlamentswahl 2007 |
| Partei                               | Stimmen                            | %                                  | ±                                  | Sitze                              | ±                                  | Add. Member                        | ±                                  |
| ------------------------------------ | ---------------------------------- | ---------------------------------- | ---------------------------------- | ---------------------------------- | ---------------------------------- | ---------------------------------- | ---------------------------------- |
| Labour Party                         | 112.596                            | 39,6                               | −0,8                               | 8                                  | −1                                 | 0                                  | 0                                  |
| Scottish National Party              | 89.210                             | 31,4                               | +8,8                               | 2                                  | +2                                 | 5                                  | +2                                 |
| Conservative Party                   | 24.253                             | 8,5                                | −0,6                               | 0                                  | 0                                  | 1                                  | 0                                  |
| Liberal Democrats                    | 14.648                             | 5,2                                | −0,7                               | 0                                  | 0                                  | 1                                  | 0                                  |
| Scottish Green Party                 | 7204                               | 2,5                                | −2,1                               | 0                                  | 0                                  | 0                                  | 0                                  |
| Scottish Senior Citizens Unity Party | 7060                               | 2,5                                | −4,0                               | 0                                  | 0                                  | 0                                  | −1                                 |
| Scottish Christian Party             | 5575                               | 2,0                                | -                                  | 0                                  | -                                  | 0                                  | -                                  |
| Solidarity                           | 5012                               | 1,8                                | -                                  | 0                                  | -                                  | 0                                  | -                                  |
| Christian Peoples Alliance           | 4617                               | 1,6                                | -                                  | 0                                  | -                                  | 0                                  | -                                  |
| British National Party               | 4125                               | 1,4                                | -                                  | 0                                  | -                                  | 0                                  | -                                  |
| Socialist Labour Party               | 2303                               | 0,8                                | −0,7                               | 0                                  | 0                                  | 0                                  | 0                                  |
| Scottish Socialist Party             | 2188                               | 0,8                                | −6,5                               | 0                                  | 0                                  | 0                                  | −1                                 |
| Scottish Voice                       | 1955                               | 0,7                                | -                                  | 0                                  | -                                  | 0                                  | -                                  |
| Scottish Unionist Party              | 1544                               | 0,5                                | −0,3                               | 0                                  | 0                                  | 0                                  | 0                                  |
| Publican Party                       | 1500                               | 0,5                                | -                                  | 0                                  | 0                                  | 0                                  | 0                                  |
| UKIP                                 | 722                                | 0,2                                | −0,1                               | 0                                  | 0                                  | 0                                  | 0                                  |

| Mandate                      | Mandate          | Mandate |
| Wahlkreis                    | Gewählt          | Partei  |
| ---------------------------- | ---------------- | ------- |
| Airdrie and Shotts           | Karen Whitefield | Labour  |
| Coatbridge and Chryston      | Elaine Smith     | Labour  |
| Cumbernauld and Kilsyth      | Cathie Craigie   | Labour  |
| East Kilbride                | Andy Kerr        | Labour  |
| Falkirk East                 | Cathy Peattie    | Labour  |
| Falkirk West                 | Michael Matheson | SNP     |
| Hamilton North and Bellshill | Michael McMahon  | Labour  |
| Hamilton South               | Tom McCabe       | Labour  |
| Kilmarnock and Loudoun       | Willie Coffey    | SNP     |
| Motherwell and Wishaw        | Jack McConnell   | Labour  |

| Additional Members | Additional Members                                                   |
| Partei             | Name                                                                 |
| ------------------ | -------------------------------------------------------------------- |
| SNP                | Alex Neil Jamie Hepburn Linda Fabiani John Wilson Christina McKelvie |
| Liberal Democrats  | Hugh O’Donnell                                                       |
| Conservative       | Margaret Mitchell                                                    |

### Parlamentswahl 2011
Die Wahlbeteiligung lag bei 48,0 %. Mit diesem Ergebnis wies die Region Central Scotland nach der Region Glasgow die zweitniedrigste Wahlbeteiligung auf.
| Ergebnisse der Parlamentswahl 2011 | Ergebnisse der Parlamentswahl 2011 | Ergebnisse der Parlamentswahl 2011 | Ergebnisse der Parlamentswahl 2011 | Ergebnisse der Parlamentswahl 2011 | Ergebnisse der Parlamentswahl 2011 | Ergebnisse der Parlamentswahl 2011 | Ergebnisse der Parlamentswahl 2011 |
| Partei                             | Stimmen                            | %                                  | ±                                  | Sitze                              | ±                                  | Add. Member                        | ±                                  |
| ---------------------------------- | ---------------------------------- | ---------------------------------- | ---------------------------------- | ---------------------------------- | ---------------------------------- | ---------------------------------- | ---------------------------------- |
| Scottish National Party            | 108.261                            | 46,4                               | +15,5                              | 6                                  | +4                                 | 3                                  | −2                                 |
| Labour Party                       | 82.459                             | 35,3                               | −4,6                               | 3                                  | −5                                 | 3                                  | +3                                 |
| Conservative Party                 | 14.870                             | 6,4                                | −1,0                               | 0                                  | 0                                  | 1                                  | 0                                  |
| All Scotland Pensioners Party      | 5793                               | 2,5                                | −0,1                               | 0                                  | 0                                  | 0                                  | 0                                  |
| Scottish Green Party               | 5634                               | 2,4                                | −0,1                               | 0                                  | 0                                  | 0                                  | 0                                  |
| Liberal Democrats                  | 3318                               | 1,4                                | −3,8                               | 0                                  | 0                                  | 0                                  | −1                                 |
| Scottish Christian Party           | 3173                               | 1,4                                | −0,7                               | 0                                  | 0                                  | 0                                  | 0                                  |
| Socialist Labour Party             | 2483                               | 1,1                                | +0,3                               | 0                                  | 0                                  | 0                                  | 0                                  |
| British National Party             | 2214                               | 0,9                                | −0,5                               | 0                                  | 0                                  | 0                                  | 0                                  |
| Scottish Unionist Party            | 1555                               | 0,7                                | 0                                  | 0                                  | 0                                  | 0                                  | 0                                  |
| UKIP                               | 1263                               | 0,5                                | +0,3                               | 0                                  | 0                                  | 0                                  | 0                                  |
| Parteilos                          | 821                                | 0,4                                | -                                  | 0                                  | -                                  | 0                                  | -                                  |
| Scottish Socialist Party           | 820                                | 0,4                                | −0,6                               | 0                                  | 0                                  | 0                                  | 0                                  |
| Solidarity                         | 559                                | 0,2                                | −1,5                               | 0                                  | 0                                  | 0                                  | 0                                  |
| Scottish Homeland Party            | 333                                | 0,2                                | −1,5                               | 0                                  | 0                                  | 0                                  | 0                                  |

| Mandate                           | Mandate            | Mandate |
| Wahlkreis                         | Gewählt            | Partei  |
| --------------------------------- | ------------------ | ------- |
| Airdrie and Shotts                | Alex Neil          | SNP     |
| Coatbridge and Chryston           | Elaine Smith       | Labour  |
| Cumbernauld and Kilsyth           | Jamie Hepburn      | SNP     |
| East Kilbride                     | Linda Fabiani      | SNP     |
| Falkirk East                      | Angus MacDonald    | SNP     |
| Falkirk West                      | Michael Matheson   | SNP     |
| Hamilton, Larkhall and Stonehouse | Christina McKelvie | SNP     |
| Motherwell and Wishaw             | John Pentland      | Labour  |
| Uddingston and Bellshill          | Michael McMahon    | Labour  |

| Additional Members | Additional Members                              |
| Partei             | Name                                            |
| ------------------ | ----------------------------------------------- |
| SNP                | Richard Lyle John Wilson Clare Adamson          |
| Labour             | Siobhan McMahon Mark Griffin Margaret McCulloch |
| Conservative       | Margaret Mitchell                               |

### Parlamentswahl 2016
| Ergebnisse der Parlamentswahl 2016 | Ergebnisse der Parlamentswahl 2016 | Ergebnisse der Parlamentswahl 2016 | Ergebnisse der Parlamentswahl 2016 | Ergebnisse der Parlamentswahl 2016 | Ergebnisse der Parlamentswahl 2016 | Ergebnisse der Parlamentswahl 2016 | Ergebnisse der Parlamentswahl 2016 |
| Partei                             | Stimmen                            | %                                  | ±                                  | Sitze                              | ±                                  | Add. Member                        | ±                                  |
| ---------------------------------- | ---------------------------------- | ---------------------------------- | ---------------------------------- | ---------------------------------- | ---------------------------------- | ---------------------------------- | ---------------------------------- |
| Scottish National Party            | 129.082                            | 47,7                               | +1,3                               | 9                                  | +3                                 | 0                                  | −3                                 |
| Labour Party                       | 67.103                             | 24,8                               | −10,5                              | 0                                  | −3                                 | 4                                  | +1                                 |
| Conservative Party                 | 43.602                             | 16,1                               | +9,7                               | 0                                  | 0                                  | 3                                  | +2                                 |
| Scottish Green Party               | 12.722                             | 4,7                                | +2,3                               | 0                                  | 0                                  | 0                                  | 0                                  |
| UKIP                               | 6088                               | 2,2                                | +1,7                               | 0                                  | 0                                  | 0                                  | 0                                  |
| Liberal Democrats                  | 5015                               | 1,9                                | +0,4                               | 0                                  | 0                                  | 0                                  | 0                                  |
| Solidarity                         | 2684                               | 1,0                                | +0,8                               | 0                                  | 0                                  | 0                                  | 0                                  |
| Scottish Christian Party           | 2314                               | 0,9                                | −0,5                               | 0                                  | 0                                  | 0                                  | 0                                  |
| RISE – Scotland’s Left Alliance    | 1636                               | 0,6                                | +0,6                               | 0                                  | 0                                  | 0                                  | 0                                  |
| Parteilos                          | 460                                | 0,2                                | -                                  | 0                                  | -                                  | 0                                  | -                                  |

| Mandate                           | Mandate            | Mandate |
| Wahlkreis                         | Gewählt            | Partei  |
| --------------------------------- | ------------------ | ------- |
| Airdrie and Shotts                | Alex Neil          | SNP     |
| Coatbridge and Chryston           | Fulton MacGregor   | SNP     |
| Cumbernauld and Kilsyth           | Jamie Hepburn      | SNP     |
| East Kilbride                     | Linda Fabiani      | SNP     |
| Falkirk East                      | Angus MacDonald    | SNP     |
| Falkirk West                      | Michael Matheson   | SNP     |
| Hamilton, Larkhall and Stonehouse | Christina McKelvie | SNP     |
| Motherwell and Wishaw             | Clare Adamson      | SNP     |
| Uddingston and Bellshill          | Richard Lyle       | SNP     |

| Additional Members | Additional Members                                      |
| Partei             | Name                                                    |
| ------------------ | ------------------------------------------------------- |
| Labour             | Richard Leonard Monica Lennon Mark Griffin Elaine Smith |
| Conservative       | Margaret Mitchell Graham Simpson Alison Harris          |

### Parlamentswahl 2021
| Ergebnisse der Parlamentswahl 2021 | Ergebnisse der Parlamentswahl 2021 | Ergebnisse der Parlamentswahl 2021 | Ergebnisse der Parlamentswahl 2021 | Ergebnisse der Parlamentswahl 2021 | Ergebnisse der Parlamentswahl 2021 | Ergebnisse der Parlamentswahl 2021 | Ergebnisse der Parlamentswahl 2021 |
| Partei                             | Stimmen                            | %                                  | ±                                  | Sitze                              | ±                                  | Add. Member                        | ±                                  |
| ---------------------------------- | ---------------------------------- | ---------------------------------- | ---------------------------------- | ---------------------------------- | ---------------------------------- | ---------------------------------- | ---------------------------------- |
| Scottish National Party            | 148.399                            | 45,3                               | −2,4                               | 9                                  | 0                                  | 0                                  | ±0                                 |
| Labour Party                       | 77.623                             | 23,7                               | −1,1                               | 0                                  | 0                                  | 3                                  | −1                                 |
| Conservative Party                 | 59.896                             | 18,3                               | +2,2                               | 0                                  | 0                                  | 3                                  | ±0                                 |
| Green                              | 19.512                             | 6,0                                | +1,3                               | 0                                  | 0                                  | 1                                  | +1                                 |
| Liberal Democrats                  | 6337                               | 1,9                                | ±0,0                               | 0                                  | 0                                  | 0                                  | 0                                  |
| Alba                               | 5345                               | 1,6                                | +1,6                               | 0                                  | 0                                  | 0                                  | 0                                  |
| All for Unity                      | 2712                               | 0,8                                | +0,8                               | 0                                  | 0                                  | 0                                  | 0                                  |
| Family                             | 2105                               | 0,6                                | +0,6                               | 0                                  | 0                                  | 0                                  | 0                                  |
| Independent Green                  | 1854                               | 0,6                                | +0,6                               | 0                                  | 0                                  | 0                                  | 0                                  |
| Abolish the Scottish Parliament    | 841                                | 0,3                                | +0,3                               | 0                                  | 0                                  | 0                                  | 0                                  |
| Reform UK                          | 650                                | 0,2                                | +0,2                               | 0                                  | 0                                  | 0                                  | 0                                  |
| Libertarian                        | 626                                | 0,2                                | +0,2                               | 0                                  | 0                                  | 0                                  | 0                                  |
| Freedom Alliance                   | 619                                | 0,2                                | +0,2                               | 0                                  | 0                                  | 0                                  | 0                                  |
| Parteilos                          | 488                                | 0,1                                | +0,1                               | 0                                  | 0                                  | 0                                  | 0                                  |
| UKIP                               | 485                                | 0,1                                | −2,1                               | 0                                  | 0                                  | 0                                  | 0                                  |

| Mandate                           | Mandate             | Mandate |
| Wahlkreis                         | Gewählt             | Partei  |
| --------------------------------- | ------------------- | ------- |
| Airdrie and Shotts                | Neil Gray           | SNP     |
| Coatbridge and Chryston           | Fulton MacGregor    | SNP     |
| Cumbernauld and Kilsyth           | Jamie Hepburn       | SNP     |
| East Kilbride                     | Collette Stevenson  | SNP     |
| Falkirk East                      | Michelle Thomson    | SNP     |
| Falkirk West                      | Michael Matheson    | SNP     |
| Hamilton, Larkhall and Stonehouse | Christina McKelvie  | SNP     |
| Motherwell and Wishaw             | Clare Adamson       | SNP     |
| Uddingston and Bellshill          | Stephanie Callaghan | SNP     |

| Additional Members | Additional Members                           |
| Partei             | Name                                         |
| ------------------ | -------------------------------------------- |
| Labour             | Richard Leonard Monica Lennon Mark Griffin   |
| Conservative       | Stephen Kerr Graham Simpson Meghan Gallacher |
| Green              | Gillian Mackay                               |